# Hudson River Park

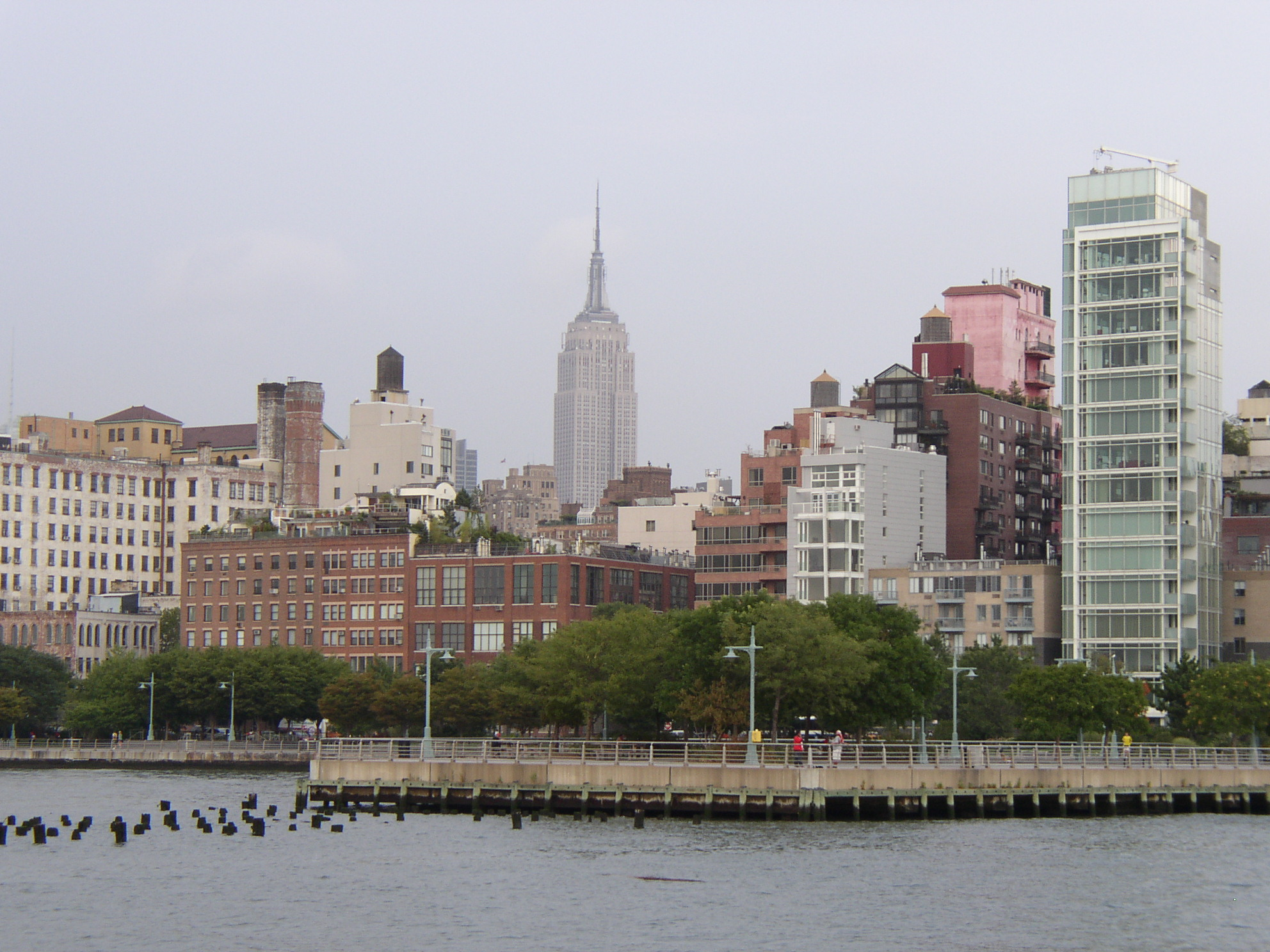
Hudson River Park mit dem Empire State Building im Hintergrund

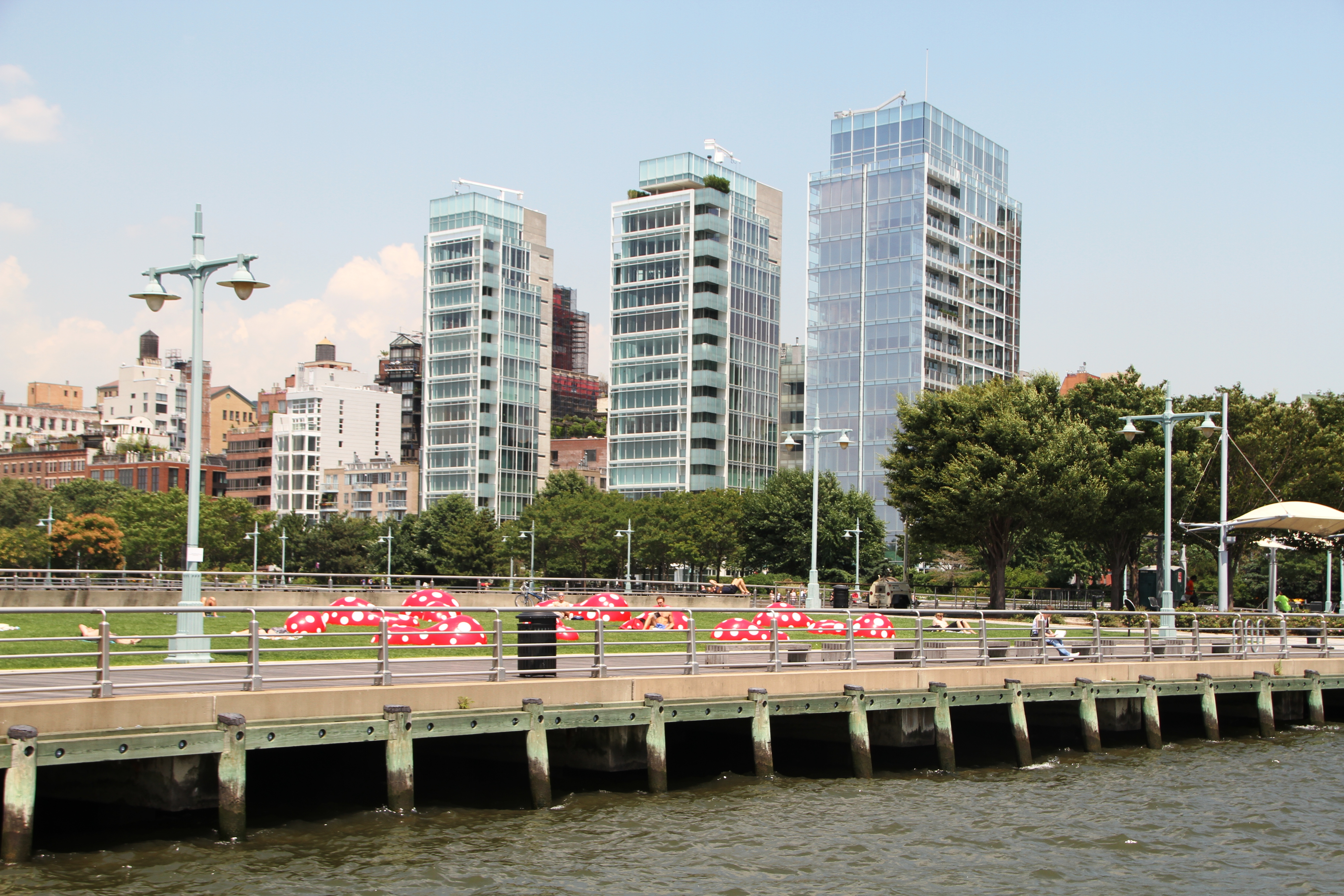
Ehemalige Piers wurden zu Parkflächen umgestaltet

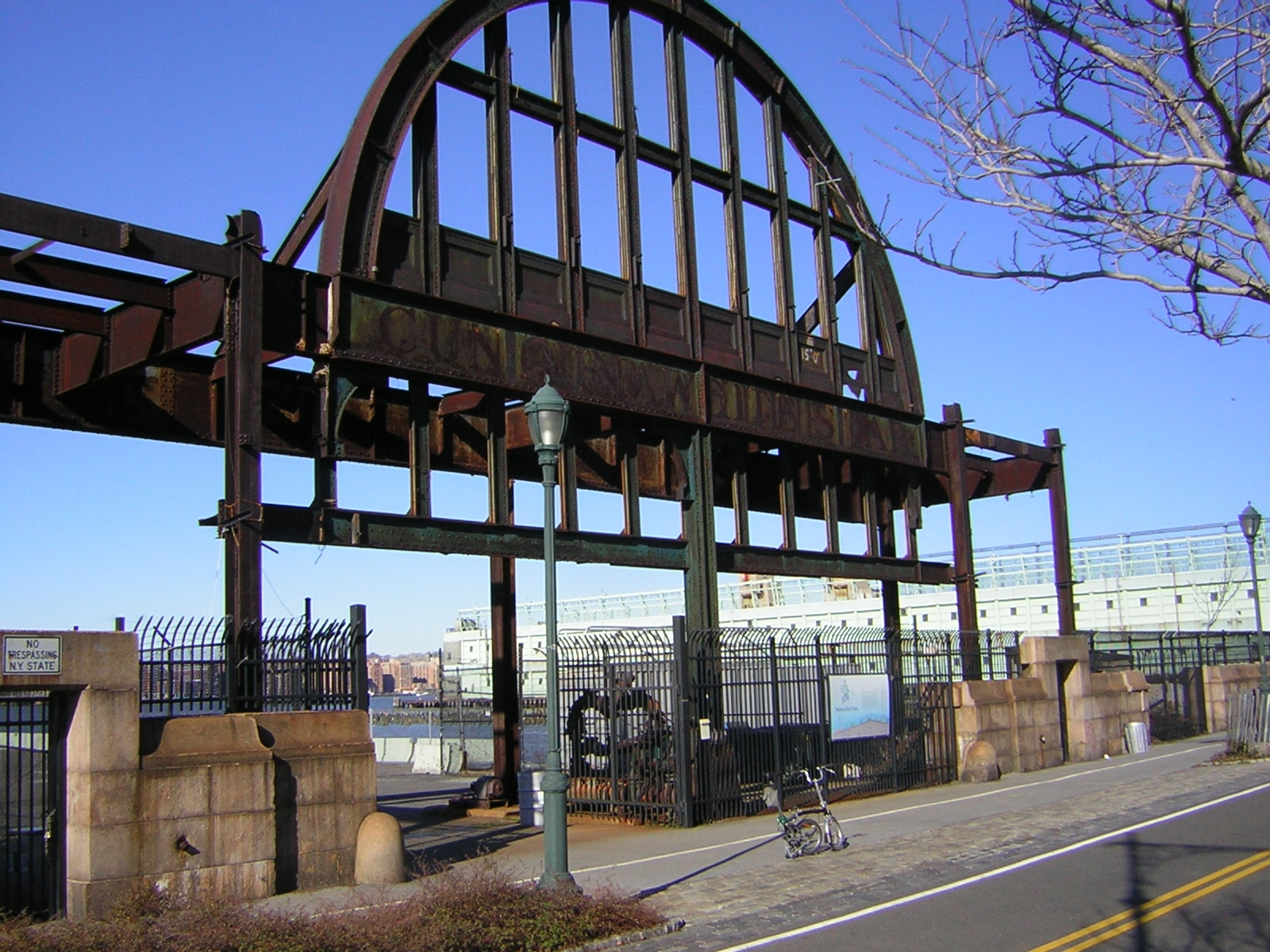
Der verbliebene Torbogen zu Pier 54 ist heute, ebenso wie der Pier selbst, Teil des Parks

Der Hudson River Park ist ein Park am westlichen Ufer von Manhattan in New York City. Der Park im West Village erstreckt sich von der 59. Straße bis zum Battery Park am Hudson River, entlang der Stadtteile Hell’s Kitchen, Hudson Yards, Chelsea, Greenwich Village, Tribeca und Battery Park City.  Der Park umfasst eine Fläche von etwa 2,2 km² und ist der zweitgrößte Park in Manhattan, nach dem Central Park. Verwaltet und unterhalten wird er vom Hudson River Park Trust einer gemeinnützigen Organisation, die kein Geld dafür aus öffentlicher Hand bekommt. Sämtliche Einnahmen der Stiftung gehen in den Unterhalt und Ausbau des Parks ein.

## Geschichte
Die Planung für den Umbau der Waterfront begann im Jahr 1973. Die ersten Planungen sahen den Bau einer Autobahn, den Westway, parallel zum Fluss vor. Dazu hätte ein Teil des Flusses verfüllt und alle vorhandenen Piers abgerissen werden müssen, um die Streckenführung zu gewährleisten. Auf einem Teil der verfüllten Flächen sollte nach dieser Planung der Park entstehen. Der nicht unerhebliche Widerstand gegen dieses Projekt sorgte schließlich 1985 für Einstellung des Westway-Projekts. Zur weiteren Planung des Parks wurde die sogenannte West Side Task Force ins Leben gerufen, die ihren Abschlussbericht 1987 vorlegte. Laut dieses Entwurfes sollten 13 Piers erhalten bleiben und die weiteren Baumaßnahmen an der Waterfront wurden stark reglementiert. Es wurde beschlossen, den Park anzulegen, um die Waterfront am Hudson River für die Freizeitgestaltung nutzbar zu machen.
Im Jahr 1998 wurde mit dem Hudson River Park Act. schließlich die gesetzliche Grundlage für den Bau des Parks gelegt und der Hudson River Park Trust ins Leben gerufen. Mit dem Bau des Parks wurde 1999 begonnen, die Route 9A (12th Avenue) wurde dazu landeinwärts verlegt. Das Gebiet wurde in sieben Segmente aufgeteilt und der Bau von verschiedenen Architekten geplant. Schon vor dem eigentlichen Baubeginn waren einige Teile der Fahrbahn abgesperrt. Der Vorläufer des Parks bestand zum Teil aus der alten Fahrbahn, die mit grüner Farbe angemalt war. Der Bundesstaat New York sowie die Stadt haben jeweils 21 Millionen Dollar in den Bau des Parks investiert.

### Anschlag vom 31. Oktober 2017

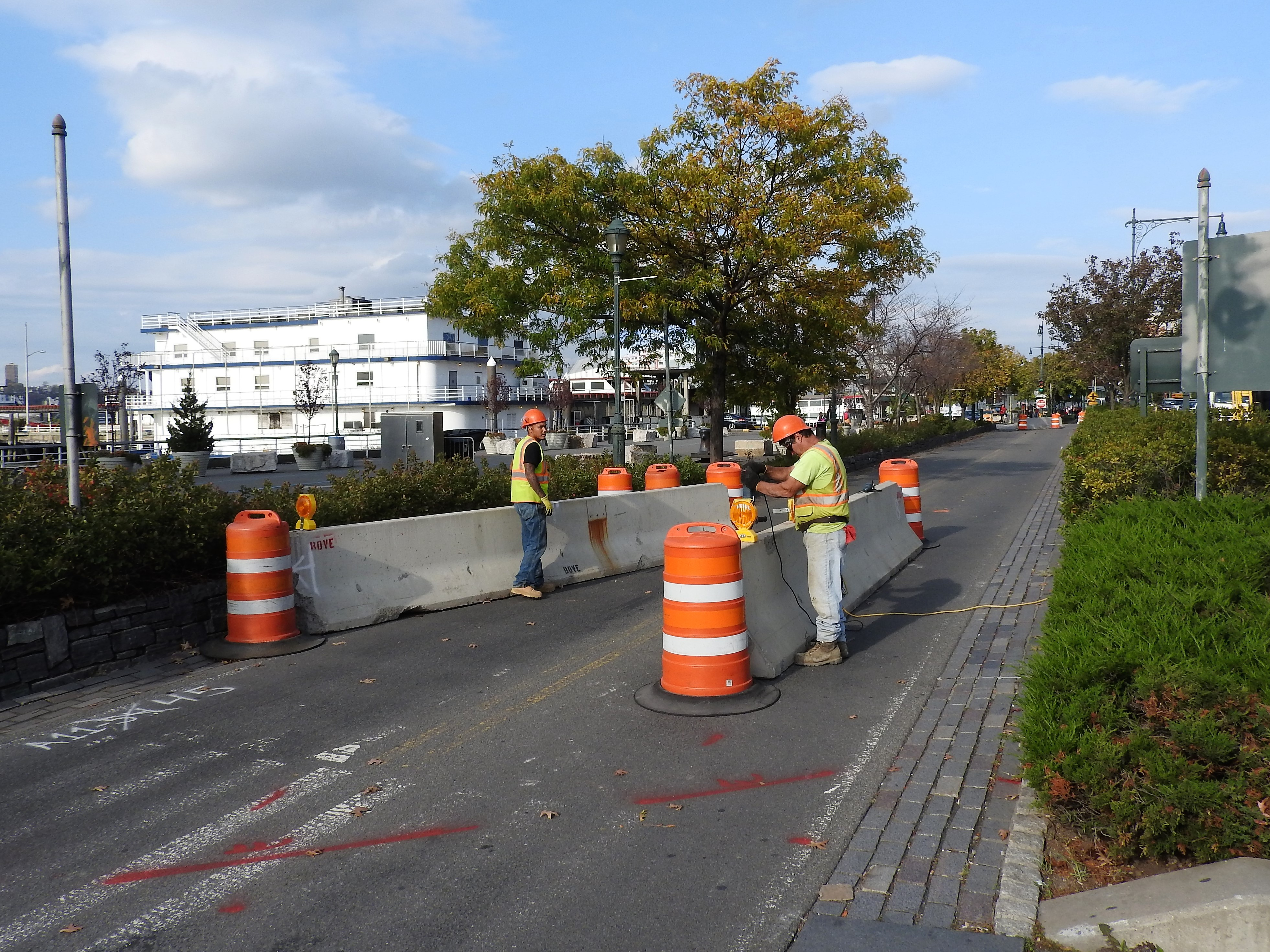
Installation von Betonbarrikaden im Park nach dem Anschlag

Der Anschlag in New York am 31. Oktober 2017 ereignete sich auf dem Manhattan Waterfront Greenway im Hudson River Park. An diesem Tag fuhr ein Mann absichtlich einen Pick-up für etwa 1,6 Kilometer auf dem Radweg des Parks zwischen Houston Street und Chambers Street, und tötete acht Menschen und verletzte mindestens elf. Die meisten von ihnen waren Radfahrer. Der Vorfall, der als der erste tödliche Terroranschlag der Stadt New York seit den Anschlägen vom 11. September angesehen wurde, wurde von einem Mann begangen, der angeblich dem Islamischen Staat Treue geschworen hatte. Drei Tage nach der Tat wurde der Park mit Betonbarrikaden abgesichert.

## Nutzung

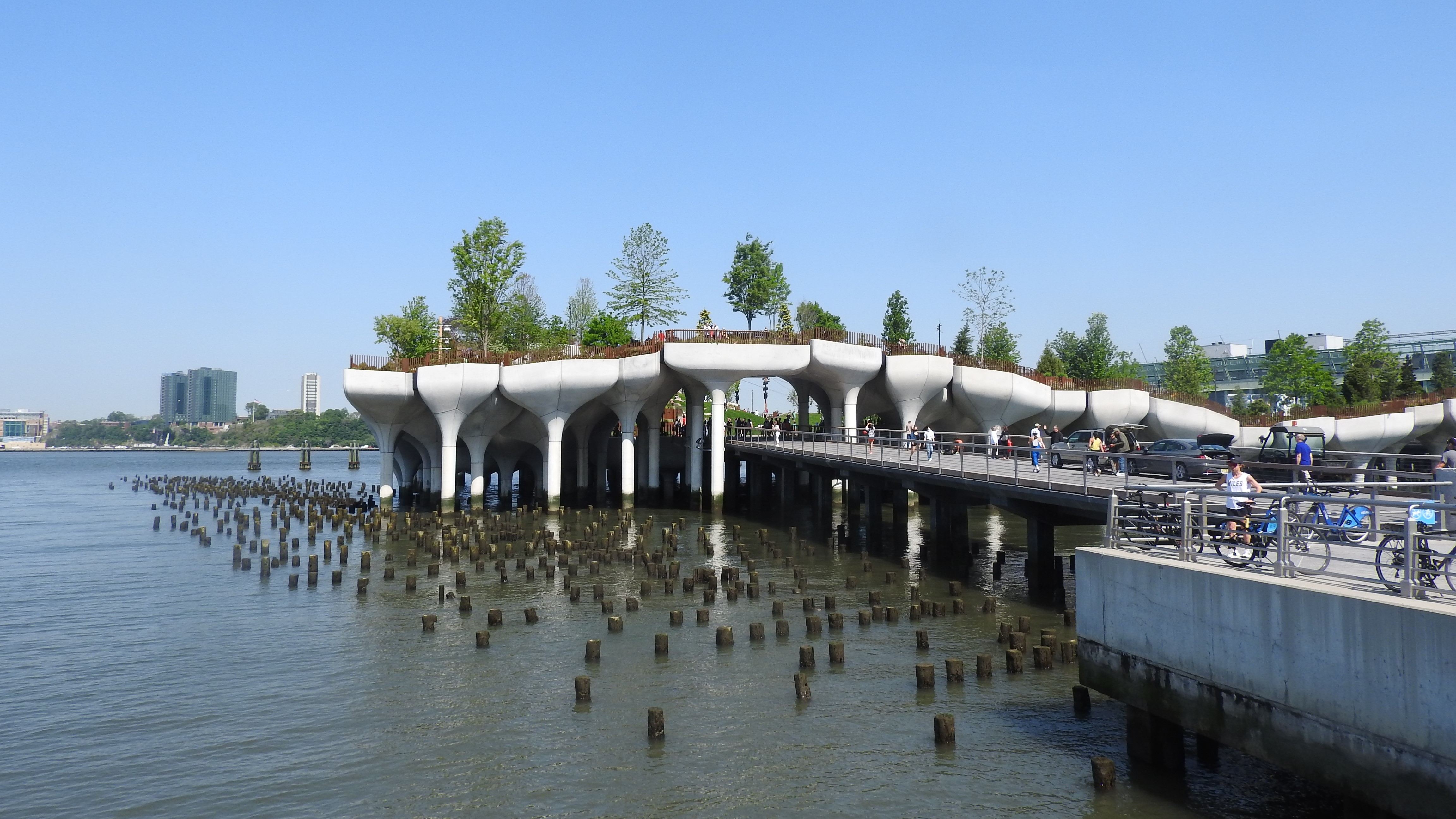
Little Island 2021

Der Park besteht heute aus parallel zur 12th Avenue angelegten Fuß- und Radwegen sowie Grünanlagen und öffentlich zugänglichen Piers. Der Manhattan Waterfront Greenway, ein 51 Kilometer langer Fuß- und Radweg um Manhattan ist Teil dieser neu angelegten Wege. Weiterhin befinden sich im Park verschiedene Basketballplätze, Tennisplätze, ein Fußballplatz, Kinderspielplätze und Hundezonen. Einige der noch vorhandenen Piers gehören ebenso zum Park. Auf Pier 54 befinden sich unter anderem ein Skatepark und Veranstaltungsflächen für Konzerte und ähnliche Veranstaltungen. Die Chelsea Piers, das größte Trainings- und Sportzentrum der Stadt, das die Piers 59, 60 und 61 umfasst, gehört mit seiner Marina zum Teil auch zum Park. Am Pier 55 entstand von 2018 bis 2021 der künstliche Inselpark Little Island am Pier 55 mit Wegen, Wiesen, weiteren Anpflanzungen und ein Amphitheater.
Weiterhin besteht im Park die Möglichkeit, Kanu (von Pier 66), Ruderboot und Segelboot (von den Piers 40 und 66) sowie Kajak (von den Piers 40, 66 und 96) zu fahren.